# Prince (album)
Prince je drugi studijski album američkog glazbenika Princea. Objavila ga je diskografska kuća Warner Bros. Records na dan 19. listopada 1979. Album je bio kritički i komercijalno uspješniji u odnosu na njegov prijašnji album, For You. Značajni singlovi s ovog albuma su "I Wanna Be Your Lover" i "Why You Wanna Treat Me So Bad?".

## Popis pjesama
| 1. | »I Wanna Be Your Lover«             | 5:49 |
| 2. | »Why You Wanna Treat Me So Bad«     | 3:49 |
| 3. | »Sexy Dancer«                       | 4:18 |
| 4. | »When We're Dancing Close and Slow« | 5:23 |

| 5. | »With You«             | 4:00 |
| 6. | »Bambi«                | 4:22 |
| 7. | »Still Waiting«        | 4:12 |
| 8. | »I Feel For You«       | 3:24 |
| 9. | »It's Gonna Be Lonely« | 5:27 |